# Ansambel Ota Roma
Ansambel Ota Roma je nekdanja slovenska narodnozabavna zasedba, ki je pričela z delovanjem leta 1954, v javnih občilih pa se je pojavila več kot desetletje pozneje. Zaradi priljubljenosti je gostovala tudi v tujini.

## Zasedba
Ustanovno zasedbo so sestavljali harmonikar Oto Rom, klarinetist Ivan Kopriva, trobentar Franc Gmajner, bobnar Mirko Kelner in kitarist Stanko Kotnik. Pozneje so pet let igrali v sestavu Oto Rom, Vinko Uplaznik, Darko Mastnak, Pavle Knez in Tone Uplaznik. Po vrnitvi prvih članov z vojaščine so spet nastopali v stari sestavi in tako posneli prvo malo ploščo.
V ansamblu se je v času delovanja zvrstilo več pevk in pevcev. To so bili: Zlata Kozmus, Rafko Čede, Jožica Horvat, Cilka Babič, Stanka Noner, Sanda Štirn in Marinka Degen. Sodelovali so tudi z moškim kvartetom Noner iz Frankolovega.

## Delovanje
Ansambel Ota Roma je bil ustanovljen leta 1954, ko se je Oto Rom vrnil z vojaščine. Takrat je ustanovil svoj kvintet, ki je veliko igral po veselicah in kulturnih prireditvah predvsem po Savinjski dolini. Zaradi priljubljenosti so jih kmalu povabili na gostovanja v Avstrijo in Nemčijo. Šele leta 1965 so se prvič pojavili v javnih občilih.
Dvakrat so nastopili na ptujskem festivalu, in sicer na prvih dveh izvedbah v letih 1969 in 1970. Na drugem so skupaj z drugimi ansambli posneli ploščo v živo za zagrebški Jugoton. Prva skladba Večna pomlad je bila zelo uspešna. Sicer so že pred tem, med letoma 1964 in 1966 posneli nekaj skladb za Radio Celje in Radio Šmarje pri Jelšah. Prvo ploščo Ob potoku so posneli leta 1968, drugo, Pod slapom Rinke, pa leto kasneje. Na tej so skladbe, posnete z dvema harmonikama, ki sta ju odigrala Oto Rom in Marjan Kozmus.
Oto Rom je za ansambel napisal okoli sto skladb, pri dvajsetih je dodal tudi besedilo.

## Diskografija
Ansambel Ota Roma je med drugim posnel naslednji plošči:
1. Ob potoku (1968)
2. Pod slapom Rinke (1969)

## Največje uspešnice
Ansambel Ota Roma je najbolj poznan po naslednjih skladbah:
- Kjer teče Savinja
- Mladost
- Ob potoku
- Stara skrinja
- Večna pomlad